# 國稀酒造
國稀酒造株式會社是位於北海道增毛郡增毛町的一家生產和銷售清酒的釀酒廠。

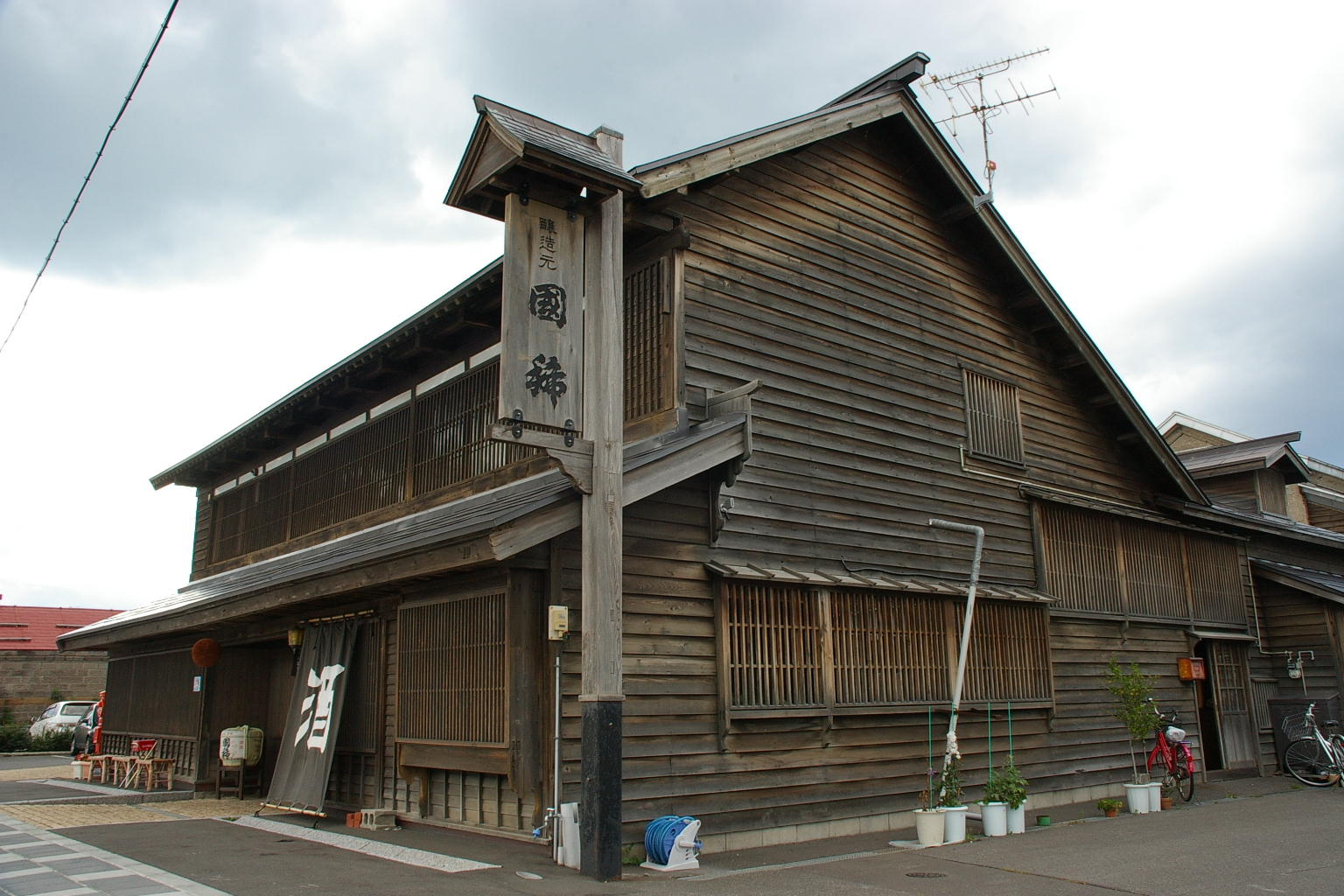
國稀外觀

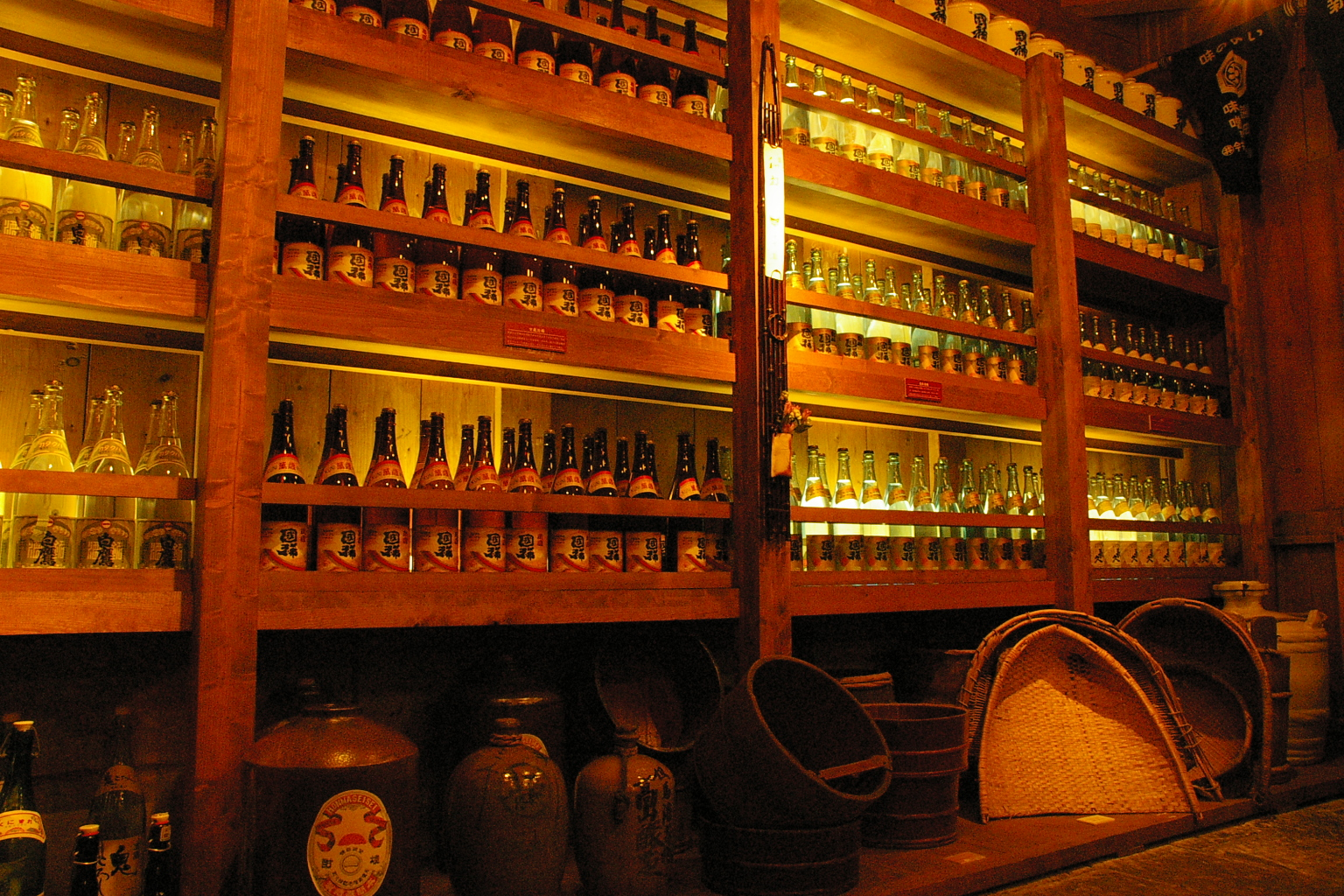
資料室內部

丸一本間商家創立於1882年（明治15年）  。本業為吳服店，同時也經營雜貨販賣、運輸業、漁業、以及清酒釀造。 1902年（明治35年），新的酒藏落成(國稀現址)，並成立「丸一本間合名會社」。  2001年（平成13年）10月1日，公司法人資格及名稱「丸一本間合名會社」變更為「國稀酒造株式會社」。
創始人為本間泰藏。
經典代表產品為『國稀』和『北海鬼殺』。
源自南部杜氏流派的傳統釀造方法，並使用來自暑寒别岳山麓的優質天然水釀造清酒。目前是日本最北端的清酒釀造廠。
這裡也是高倉健主演的電影《 駅 STATION 》的拍攝地。

## 主要產品

### 清酒

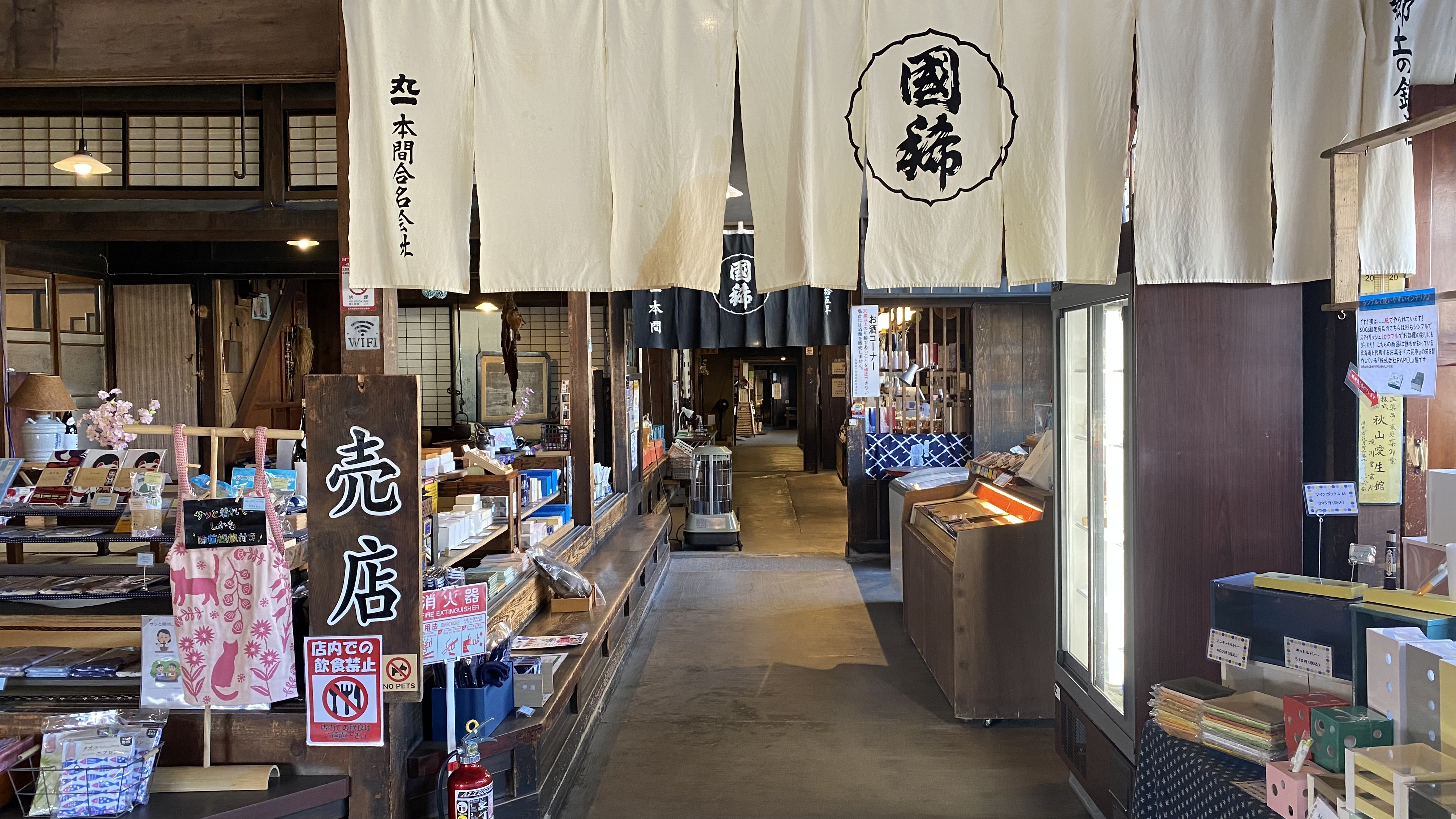
國稀酒造店面

- 基本商品
  - 國稀 大吟釀
  - 國稀 吟釀酒
  - 國稀 特別純米酒
  - 國稀 特別本釀造 千石場所
  - 純米 吟風國稀
  - 國稀 本釀造
  - 國稀 上撰
  - 國稀 佳撰
  - 國稀 北醉
  - 北海 鬼殺

- 地區限定商品
  - 國稀 北海道限定 純米大吟釀
  - 國稀 北海道限定 純米吟釀
  - 國稀 純米吟釀 北之閃耀
  - 國稀 純米酒 暑寒之雫
  - 國稀 暑寒美人
  - 國稀 初代泰藏的北自慢

### 燒酒
- 基本商品
  - 國稀 本格酒粕燒酒 初代泰藏（25度）
- 直營店限定商品
  - 國稀 酒粕燒酒 素燒甕壺長期熟成 古酒泰藏（30度）
  - 國稀 吟釀 酒粕燒酒 泰藏（30度）
  - 國稀 酒粕燒酒泰藏 木樽儲藏（30度）

### 梅酒
- 國稀 本格 北海鬼殺梅酒

## 歷史沿革
- 1882年（明治15年） 商家「丸一本間」創立，事業包含吳服、漁業、船運公司、清酒釀造
- 1901年（明治34年） 為擴大釀酒產能，於鄰近土地（國稀現址）開始建立新的石藏
- 1902年（明治35年） 新石藏落成，釀酒基地轉移，並成立「丸一本間合名會社」
- 1920年（大正9年） 經典代表商品「國稀」誕生
- 2001年（平成13年） 更名「國稀酒造株式會社」

## 品牌由來
公司的名稱與代表銘柄「國稀」，在過去是稱作「國之譽」。
「國稀」這個名字是在大正9年誕生的，是因乃木希典元陸軍大將的名字命名的，成為經典產品名稱，並於平成13年正式成為公司名稱。
明治35年，旭川的第七師團和盛岡的第八師團一起參加了日俄戰爭。這第七師團有很多來自増毛町的居民，並且在激戰的二百三高地上有很多士兵失去了生命。
戰爭結束後，為了紀念戰亡者，有了建立慰靈碑的提議，公司的創始人本間泰藏成為了這個提議的發起人。他募集了居民的捐款來支付費用，並在明治40年前往東京，請乃木希典元陸軍大將書寫碑文。忠魂碑建於大正5年，位於札幌護國神社內的彰徳苑內。
實際會面後，泰藏對乃木大將的人品印象深刻，對其非常敬佩。因此返回増毛後，取乃木希典名字中的「希」字，將「國之譽」更名為「國稀」。之所以選擇「稀」而不是「希」，是為了避諱將軍的名字而不直接使用「希」字，同時「稀」字也賦予了「國に稀な良いお酒」（意思是國內稀有的好酒）的含義。

## 經營理念

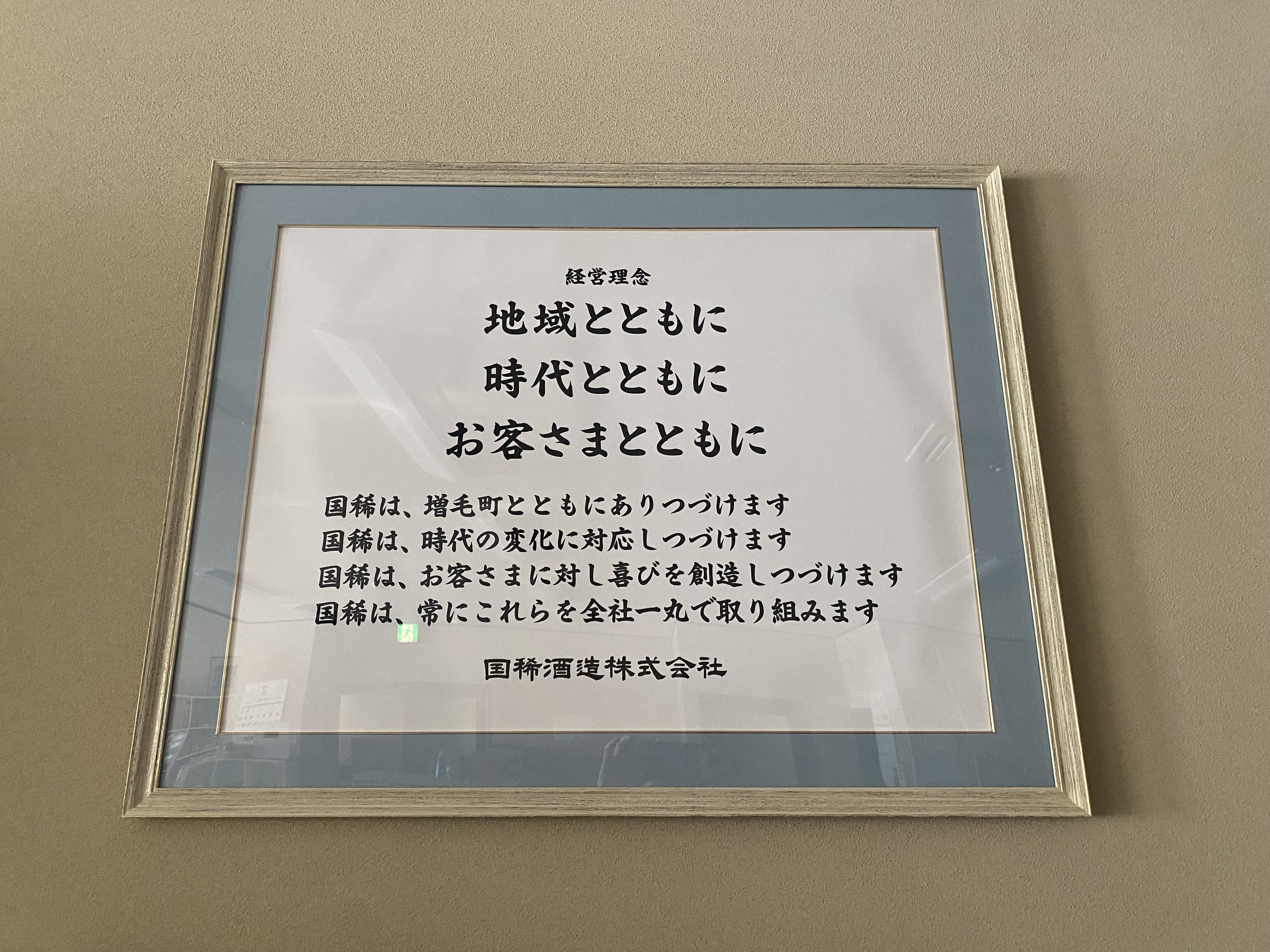
拍攝於國稀酒造辦公室

「與地域同行，與時代同步，與顧客共同前進」

## 獲獎史

###### 全國新酒評鑑會
- 「国稀」平成24年(2012) 金賞受賞
- 「国稀」平成25年(2013) 金賞受賞
- 「国稀」平成26年(2014) 金賞受賞
- 「国稀」平成29年(2017) 金賞受賞
- 「国稀」平成30年(2018) 金賞受賞[3]

###### 札幌国税局新酒鑑評会
- 平成27年(2015) 金賞 純米酒部門
- 平成29年(2017) 金賞 純米酒部門
- 平成29年(2017) 金賞 道産米吟醸酒部門
- 平成31年(2019) 金賞 純米酒部門
- 平成31年(2019) 金賞 吟醸酒部門
- 令和2年(2020) 金賞 吟醸酒部門
- 令和2年(2020) 金賞 純米酒部門
- 令和4年(2022) 金賞 吟醸酒部門
- 令和4年(2022) 金賞 純米酒部門
- 令和4年(2022) 金賞 道産米吟醸酒部門
- 令和5年(2023) 金賞 吟醸酒部門[4]

###### 南部杜氏会自醸清酒鑑評会
- 平成29年(2017) 優等賞 吟醸酒部門
- 平成29年(2017) 優等賞 純米吟醸酒部門
- 令和2年(2020) 優等賞 吟醸酒部門
- 令和3年(2020) 優等賞 吟醸酒部門

###### Kura Master
- 2018年度(平成30) 純米酒部門 金賞(吟風国稀）
- 2019年度(平成31) 純米酒部門 金賞(特別純米酒）[5]

## 相關項目
- 清酒製造商一覽
- 本間一夫
- 本間歐彥
- 藤丸- 藤丸的創始家族（藤本家）和現任經營者有親戚關係，並在營業的最後一天提供清酒。 [6]
- 乃木希典
- 乃木神社
- 乃木坂
- 神酒之尊[7]

## 脚注
1. 1 2  るもい風土資産カード （页面存档备份，存于） 北海道開発局留萌開発建設部、2021年10月6日閲覧。
2. ↑  . 最北の酒蔵・国稀酒造株式会社／北海道・増毛町／日本酒・酒蔵.   [2023-09-22]. （原始内容存档于2022-09-13） （日语）.
3. ↑  . www.nrib.go.jp.   [2023-09-21]. （原始内容存档于2023-06-08）.
4. ↑  . www.nta.go.jp.   [2023-09-21]. （原始内容存档于2023-03-26）.
5. ↑  . Kura Master Search.   [2023-09-21]. （原始内容存档于2023-06-04） （日语）.
6. ↑  .   [2023-09-20]. （原始内容存档于2023-02-03）.
7. ↑  . 神酒ノ尊-ミキノミコト-公式サイト.   [2023-09-22]. （原始内容存档于2023-06-21） （日语）.

## 外部連結
- 國稀酒造 （页面存档备份，存于）